# Château de Bosbomparent
Le château de Bosbomparent est un édifice situé à Saint-Beauzire, en France.

## Localisation
Le château est situé sur le territoire de la commune de Saint-Beauzire, dans le département  de la Haute-Loire, en région Auvergne-Rhône-Alpes.

## Description
Construit au XIVe siècle, le château se dégrade au cours du XIXe siècle avant d'être incendié et abandonné jusqu'en 1976. L'édifice comprend un corps de logis principal flanqué par une tourelle d'escalier sur cour et une grosse tour d'angle. Le logis est relié par une enceinte à une tour carrée haute et presque aveugle.

## Historique
Le château est inscrit au titre des monuments historiques par arrêté du 5 décembre 2001.